# Agrilus validiusculus
Agrilus validiusculus es una especie de insecto del género Agrilus, familia Buprestidae, orden Coleoptera.
Fue descrita científicamente por Semenov, 1891.